# Malenger

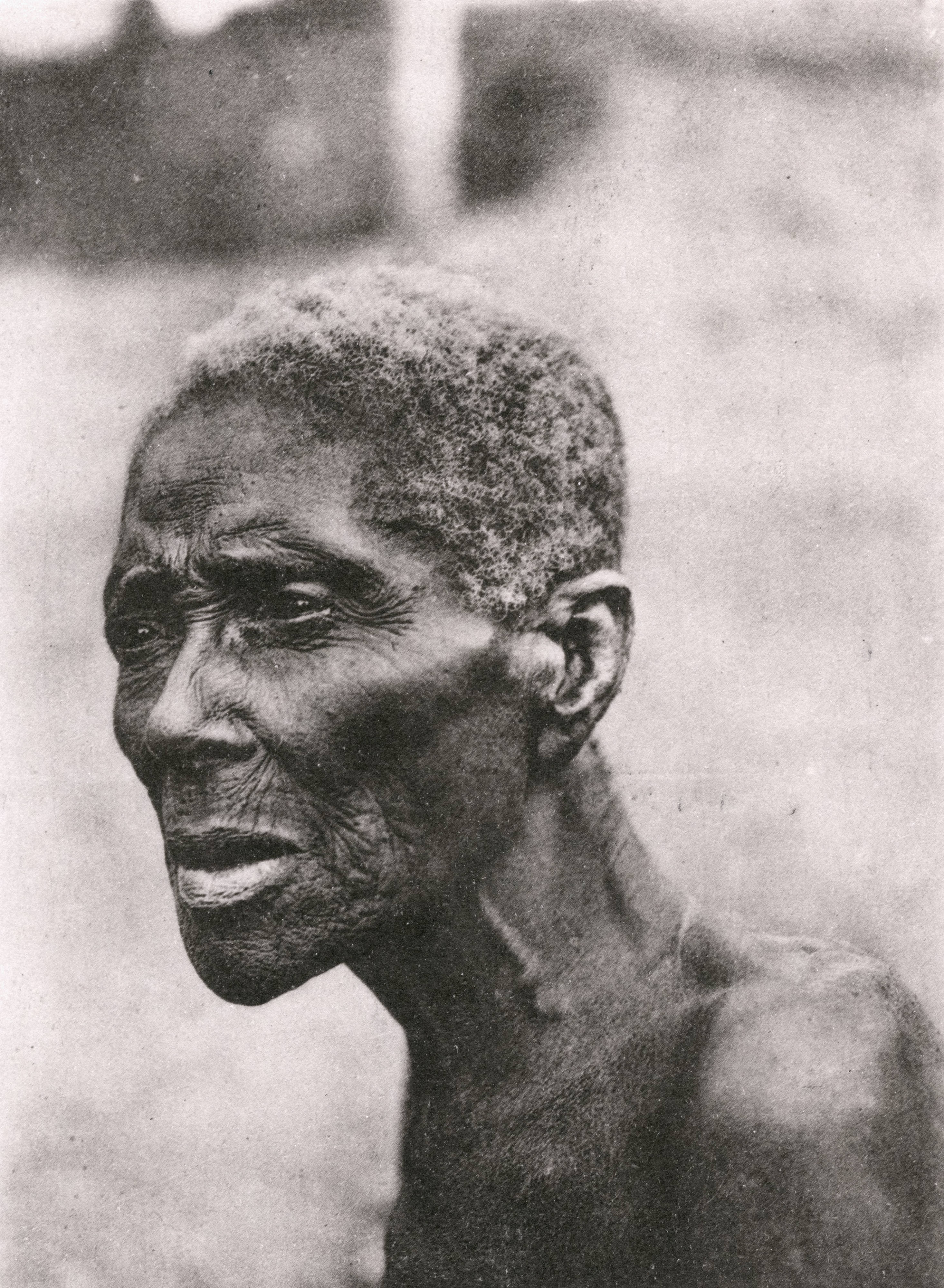
Een oude slaaf uit Cameroen

Een malenger (ook wel: malinger, malinker of malenker) is een slaafgemaakte met een ziekte of gebrek. Het woord stamt uit de tijd van de slavernij in Nederlands West-Indië en werd ook gebruikt in de betekenis van luiaard of simulant (bewuste overdrijving van symptomen met een bepaald doel). Min of meer synonieme woorden waren: non-valeur (nietsnut), manqueron (gebrekkige, mankepoot), makkaroen en bonkje.
Het begrip Malenger zou begin 19e eeuw ontleend zijn aan het Franse woord malingre, wat ziek betekent. Maar misschien is het begrip ouder en heeft het te maken met de Malinke's, een bevolkingsgroep aan de westkust van Afrika, van waaruit slaventransporten plaatsvonden. In zijn Beschryvinge van de volk-plantinge Zuriname (1718) verhaalt J.D. Herlein namelijk van een groep Malinkerts die in verband met hun slechte toestand voor een lage prijs waren ingekocht, gedurende de oversteek opknapten en alsnog in Suriname de volle prijs opbrachten. Dit zou ook de tweede betekenis, namelijk het simuleren van ziekte, verklaren (Van der Burg, 2021).
In Suriname werden slaafgemaakten die besmet waren met lepra of een daarop gelijkende aandoening vaak malenger genoemd. In de "Kronieken van Batavia" schrijven de katholieken over de melaatsen van het afzonderingsoord Voorzorg in 1823 aldus: De Malengers waren door niets ter wereld te bewegen om naar Batavia te vertrekken, het Gouvernement had zelfs hunne hutten in brand laten steken, doch niets hielp.
Plantage-eigenaren wilden zoveel mogelijk rendement halen uit hun aangekochte slaafgemaakten, dus een persoon met een bochel of een mank been kon nog gebruikt worden voor allerlei werkzaamheden. Toch werden slaafgemaakten met een gebrek vrij snel bestempeld als malenger omdat over een malenger minder hoofdgeld (koloniale belasting) behoefde te worden betaald. Hoofdgeld werd geheven over het aantal 'volle' slaafgemaakten. Zieke, oude of minderjarige slaafgemaakten telden niet als volle werkslaven, dus over hen hoefde de eigenaar slechts een gedeelte van het hoofdgeld te betalen: Ten aanzien van het hoofdgeld stonden 2 malingers, 3 mancquerons, 2 kinderen beneden 13 en 3 kinderen beneden 6 jaar (aan elkaar verplicht) op een lijn met 1 werkslaaf (Van Grol, 1934). Dit principe stamt uit de tijd van de slavenhandel, die eerder werd afgeschaft dan de slavernij zelf. In de (intercontinentale) handel werd de rekeneenheid "Piece of India” (Pièce d’India) gehanteerd, equivalent aan een gezonde, jonge mannelijke Afrikaanse slaafgemaakte.
Het lot van malengers was wisselvallig. Sommigen bleven op de plantage, anderen werden naar een leproserie gestuurd, maar er zijn ook verhalen dat ze achtergelaten werden in het oerwoud of, erger nog, om het leven werden gebracht.
Bij de afschaffing van de slavernij bevonden zich, volgens het emancipatieregister van het Nationaal Archief, in Suriname 113 malengers onder de ongeveer 34.442 vrijgemaakten.